# Breda-Tilburg
Breda-Tilburg is een stedelijke regio in de provincie Noord-Brabant en beslaat over 514,58 km² de 7 gemeenten Breda, Dongen, Etten-Leur, Gilze en Rijen, Goirle, Oosterhout en Tilburg.
Breda-Tilburg als regio is ontstaan in 2002 met het streekplan Noord-Brabant 2002. Onderdeel daarvan is het uitwerkingsplan Breda-Tilburg, waarin de ruimtelijke ontwikkeling voor de regio tot 2015 is vastgesteld.
In het uitwerkingsplan is vastgelegd waar woningbouw en bedrijventerrein gerealiseerd moet worden maar ook welke locaties bewaard blijven als natuurgebied.
De regio heeft 530.557 inwoners, 23.550 bedrijfsvestigingen en 258.580 banen.

## Agglomeraties Breda en Tilburg
De stadsregio Breda-Tilburg omvat ook de twee grootstedelijke agglomeraties van Breda en Tilburg:
| Gemeente       | Inwoners |
| Tilburg        | 229.797  |
| Dongen         | 27.096   |
| Goirle         | 24.328   |
| Gilze en Rijen | 27.359   |
| Totaal:        | 281.107  |

| Gemeente   | Inwoners |
| Breda      | 188.217  |
| Oosterhout | 57.925   |
| Etten-Leur | 45.232   |
| Totaal:    | 272.599  |

Brabantse Buitensteden en Woensdrecht · 
Breda-Tilburg · 
Metropoolregio Eindhoven · 
Uden-Veghel · 
Waalboss